# Sông Pinturas
Sông Pinturas (tiếng Tây Ban Nha: Río Pinturas) hoặc sông Ecker là một con sông nằm tại Patagonia, thuộc tỉnh Santa Cruz, Argentina. Nó băng qua Hẻm núi Sông Pinturas, gần địa điểm khảo cổ Cueva de las Manos nổi tiếng.
Con sông bắt nguồn từ dãy núi Andes, trong khu vực của khối núi Zeballos cao 2.743 mét nằm ở phía nam hồ Buenos Aires. Ban đầu nó chảy về phía đông với tên gọi Ecker với chiều dài 100 km, sau đó hướng về phía sông Deseado ở phía bắc, qua một hẻm núi ngoạn mục với chiều dài 150 km.